# Vándorlegény
A Vándorlegény (angolul: Alvin Journeyman) Orson Scott Card amerikai író alternatív történelem/fantasyregénye. Ez Card Teremtő Alvin meséi könyvsorozatának negyedik könyve, és Alvin Millerről, egy hetedik fiú hetedik fiáról szól. A Vándorlegény 1996-ban elnyerte a legjobb fantasyregényért járó Locus-díjat.

## Cselekmény
|  | Alább a cselekmény részletei következnek! |

Alvin egy Teremtő, és egy új jövőt tud készíteni Amerika számára. Ehhez azonban le kell győznie ősi ellenségét, a Pusztítót, aki másokat felhasználva próbálja őt megsemmisíteni.
A már felnőtt és utazókovács Alvin visszatért családjához és barátaihoz Erélyegyháza városába, hogy együtt legyen velük elszigeteltségükben, kovácsként dolgozzon, és hogy megpróbálja azokat tanítani akik elszeretnék sajátítani a Teremtés fortélyát. Alvinnak ugyanis egy látomásában megjelent az a város, amelyet meg fog építeni, és tudja, hogy ez egyedül nem fog neki sikerülni.
De Pusztító még nem végzett Alvinnal. Ha a pusztulás szelleme se varázslattal, se háborúval nem képes megállítani, akkor egyszerűbb eszközökkel - emberi eszközzel - próbálja letiporni a fiatal Teremtőt. Hazugságokkal és hamis vádakkal Alvint elűzik otthonából a Hatrack-folyóhoz, ahol megállapítja, hogy a Pusztító már járt ott, és most az bíróság elé kell álljon, ahol az élete a tét. A tárgyalásban Daniel Webster áll vele szemben.
Eközben testvére, Calvin elkezd felnőni a fortélyához, amiről úgy gondolja Alvinéval egyenlő. Amikor Alvin visszatért Erélyegyházára, rájön, hogy távolléte alatt Calvin végezte azokat a munkákat amelyeket Alvin csinált. Amikor Alvin elkezdett Teremtést tanítani, Calvin nehezményezte azt, ahogy vele bánnak, és úgy döntött, hogy egyedül fogja megtanulni, hogy hogyan lehet Teremtő. Átkelt az Egyesült Királyságba, majd maga Napóleon császár párizsi udvarába utazik, hogy köszvényét kezelje. A fájdalom minden napi gyógyításáért, naponta néhány órát tölt azzal, hogy Napóleontól megtanulja, hogyan kell uralkodni. Párizsban Calvin rálel egy barátra, akivel otthagyja Napóleont (akit meggyógyít, hogy soha többé ne érezzen fájdalmat), és visszaindul a szülőföldjére, Amerikába.
|  | Itt a vége a cselekmény részletezésének! |

## Magyarul
- Vándorlegény; ford. Horváth Norbert; Bolt Kft., Bp., 2005 (Teremtő Alvin meséi)

## Fordítás
- Ez a szócikk részben vagy egészben  az   Alvin Journeyman című angol Wikipédia-szócikk ezen változatának fordításán alapul.  Az eredeti cikk szerkesztőit annak laptörténete sorolja fel. Ez a jelzés csupán a megfogalmazás eredetét és a szerzői jogokat jelzi, nem szolgál a cikkben szereplő információk forrásmegjelöléseként.